# Acacia oviedoensis
Acacia oviedoensis là một loài thực vật có hoa trong họ Đậu. Loài này được R. Garcia & M. Mejía mô tả khoa học đầu tiên năm 2000.